# Енген (ера)
Енген (延元) је јапанска ера (ненко) Јужног двора током првог раздобља Муромачи периода, познатог још и као Нанбокучо период. Настала је након Кенму и пре Кококу ере а временски је трајала од фебруара 1336. до априла 1340. године. Владајући цареви били су Го Даиго и Го Мураками на југу и Комјо на северу. 

## Еквивалентне ере Северног двора
- Кенму (наставила се на северу)
- Рјакуо

## Важнији догађаји Енген ере
- 17. мај 1336. (Енген 1, шести дан четвртог месеца): Умире бивши цар Го Фушими.[2]
- 19. септембар 1339. (Енген 4, шеснаести дан осмог месеца): Умире цар Го Даиго.[3]
- 1340. (Енген 5): Примећена је и забележена комета на небу.[4]